# I tre moschettieri (film 1916)
I tre moschettieri (The Three Musketeers) è un film muto del 1916 diretto da Charles Swickard, conosciuto anche con il titolo D'Artagnan. Una delle numerose versioni tratte dal romanzo I tre moschettieri.

## Trama
D'Artagnan giunge a Parigi dalla natia Guascogna per diventare moschettiere del re. Diventa amico di Athos, Porthos e Aramis, tre moschettieri con cui vive tutta una serie di avventure. Coinvolto negli amori della regina Anna, corteggiata dal duca di Buckingham, primo ministro inglese (per cui nemico della Francia), D'Artagnan è convinto da Costanza, fedelissima della regina, a proporsi come suo inviato per andare in Inghilterra a recuperare i diamanti che Anna ha regalato al Duca. Il re, infatti, dietro suggerimento del cardinale di Richelieu, le ha richiesto di indossarli a un ballo: se la regina sarà priva dei diamanti, scoppierà lo scandalo. Tra fughe rocambolesche e avventure di cappa e spada, D'Artagnan porterà a compimento la missione.

## Produzione
Il film fu prodotto dalla New York Motion Picture Corporation con la supervisione di  Thomas H. Ince.

## Distribuzione
Il film uscì in sala il 6 febbraio 1916, distribuito dalla Triangle Film Corp. che ne comperò i diritti (Ince aveva invece deciso di distribuirlo tramite la Mutual) In Italia venne distribuito nel 1918 dalla Triangle.
Una copia del film è conservata alla Library of Congress.